# Jestřábník Rohlenův
Jestřábník Rohlenův (Hieracium rohlenae) je druh rostliny z čeledi hvězdnicovité. Je to vytrvalá, žlutě kvetoucí bylina s olistěnou lodyhou. V rámci taxonomie jestřábníků je řazen do skupiny Hieracium fritzei agg. (H. alpinum ≥ H. prenanthoides). Vyskytuje se jako endemický druh výhradně v Krkonoších, kde roste zejména v subalpínských polohách nad hranicí lesa a v karech.

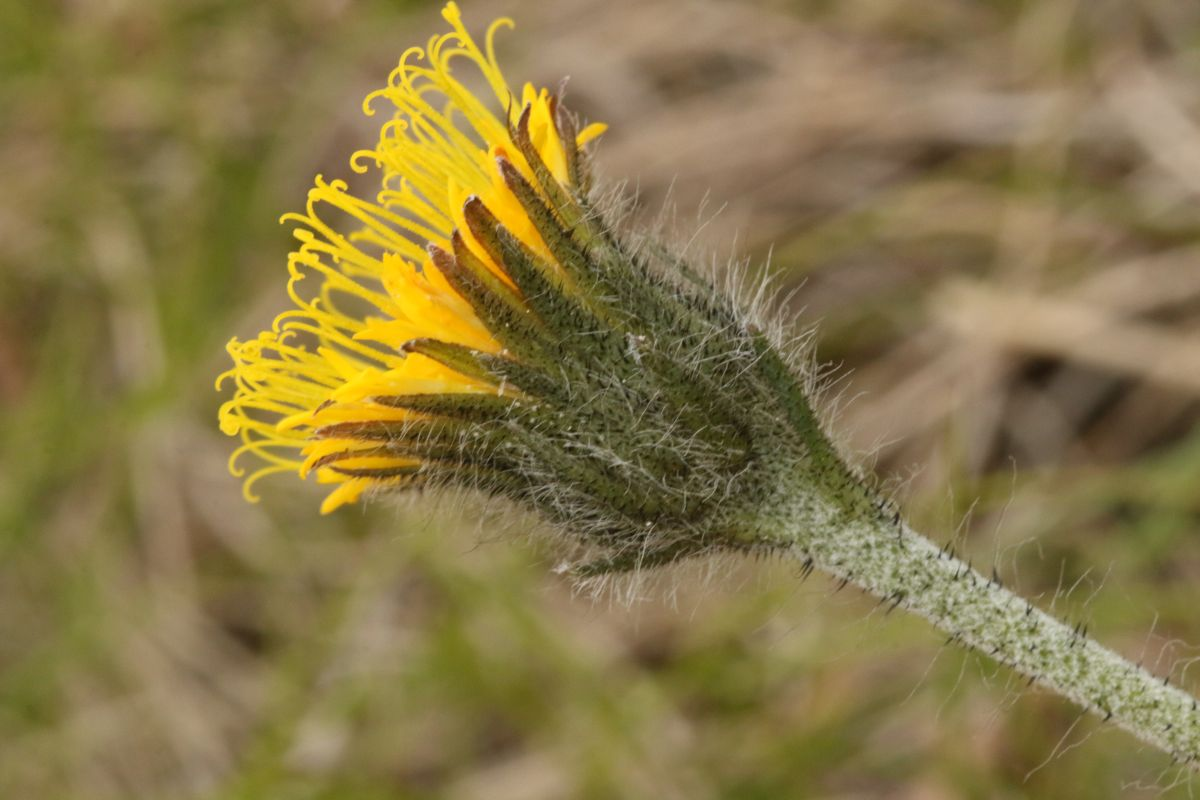
Detail úboru

## Popis
Jestřábník Rohlenův je vytrvalá bylina, dorůstající výšky 15 až 35 cm. Listy jsou na líci jasně zelené, na rubu nasivělé. Přízemní listy jsou v době květu nečetné (1 až 3) nebo zcela chybějí, obvejčité, obkopinaté až podlouhlé, na vrcholu zaokrouhlené, tupé až tupě špičaté, na bázi dlouze sbíhavé na řapík, téměř celokrajné, oddáleně zoubkaté nebo u robustních rostlin s několika zuby. Lodyha nese 2 až 5 dobře vyvinutých listů a 1 až 2 redukované listy připomínající listeny. Lodyžní listy jsou celokrajné, jemně oddáleně zoubkaté nebo řidčeji s několika zuby ve střední části. Spodní lodyžní listy jsou obkopinaté až podlouhlé, sbíhající na široce křídlatý řapík nebo přisedlé, střední lodyžní listy jsou přisedlé nebo na bázi mírně objímavé.
Rostliny jsou většinou jednoúborné s jednoduchou lodyhou, řidčeji je lodyha větvená do 2 (až 3) větví zakončených jedním úborem. Stopky úborů jsou nasivěle zelené, s hojnými 3 až 4 mm dlouhými jednoduchými chlupy s krátkou tmavou bází, s roztroušenými stopkatými žlázkami a hojnými až hustými hvězdovitými chlupy. Zákrov je 10 až 15 mm dlouhý, zákrovní listeny jsou čárkovitě kopinaté, s hojnými až hustými jednoduchými chlupy a roztroušenými stopkatými žlázkami. Liguly jsou zkrácené a zkroucené nebo svinuté, kratší než blizny. Čnělky a bliznová ramena jsou medově žluté s tmavšími šupinkami. Nažky jsou 3,5 až 4,5 mm dlouhé.

## Rozšíření
Jestřábník Rohlenův je endemit Krkonoš. Vyskytuje se na české i polské straně pohoří. Více lokalit je ve východních Krkonoších, na západě je vzácný. Roste zejména v subalpínských polohách a v ledovcových karech.

## Taxonomie
Druh Hieacium rohlenae je součástí okruhu Hieracium fritzei. Tato skupina zahrnuje druhy nesoucí znaky Hieracium alpinum a H. prenanthoides a které stojí morfologicky blíže k H. alpinum (formule H. alpinum ≥ H. prenanthoides).

## Rozlišovací znaky
V rámci Krkonoš se vyskytují celkem 3 druhy ze skupiny H. fritzei agg., které mají zkrácené liguly a tudíž úbory s vyčnívajícími čnělkami. Lze je rozlišit zejména podle barvy čnělek a blizen a podle charakteru ligul. Jestřábník Rohlenův má čnělky medově žluté, liguly jsou zkrácené, avšak nejsou vyhnuté ven. Listy jsou na líci řídce chlupaté. Jestřábník Schneiderův (Hieracium schneiderianum) má čnělky olivově zelené s tmavšími šupinkami, vnější liguly bývají nápadně vyhnuté z úboru ven. Listy bývají přinejmenším na líci olysalé. Jestřábník černoblizný (Hieracium nigrostylum) má naproti tomu tmavě olivové čnělky s černými šupinkami (na pohled černé). Liguly nejsou vyhnuté ven, listy jsou na líci chlupaté. Tento druh je z dané skupiny nejvzácnější.